# Bewuchs
Der Bewuchs ist ein Überbegriff für die Bodenbedeckung einer Landschaft oder eines Landschaftsteils – etwa eines Berghanges – durch Pflanzen von Gras und Büschen bis zu Bäumen. Hingegen werden moosartige Bedeckung oder Flechten grundsätzlich nicht dazugezählt.
Vom Bewuchs hängen der Bodenwasser-Haushalt und die Resistenz gegen Muren oder Lawinen ab, wie überhaupt gegen verschiedene Arten der Erosion.
Bio- und Pedologie untersuchen die Zusammenhänge der Pflanzen und der Bodenbildung mit dem geologischen Untergrund (B- und C-Horizont), den Wasserverhältnissen und den Bodenlebewesen (Bodenflora und -fauna).
Die Hydrologie und die Wasserwirtschaft untersuchen demgegenüber den Komplex Stratigrafie – Boden – Vegetation – Hang- und Grundwasser – Trinkwasser, die Bau- und Geotechnik bedient sich des künstlichen Bewuchses mit passender Niedervegetation, um Einschnitte, Hänge oder Dämme zu stabilisieren. Unter schwierigen Bedingungen werden die Pflanzungen durch Geotextilien (Vliese) unterstützt.
Während man früher den Bewuchs vor Ort erfasst hat, ist heute die Fernerkundung aus Flugzeugen und Satelliten wichtiger. Die Remote-Sensing-Verfahren bedienen sich dabei vor allem der spektral unterschiedlichen Rückstrahlung des Lichts, insbesondere im Infraroten.
Der Bewuchs und seine räumlich-zeitliche Veränderung können dabei manches über den Untergrund verraten: für die Archäologie interessante Mauerreste etc., chemische Anomalien, unterirdische Hohlräume, mineralische Lagerstätten und anderes.